# ヘンリー・パーシー (第7代ノーサンバーランド公爵)

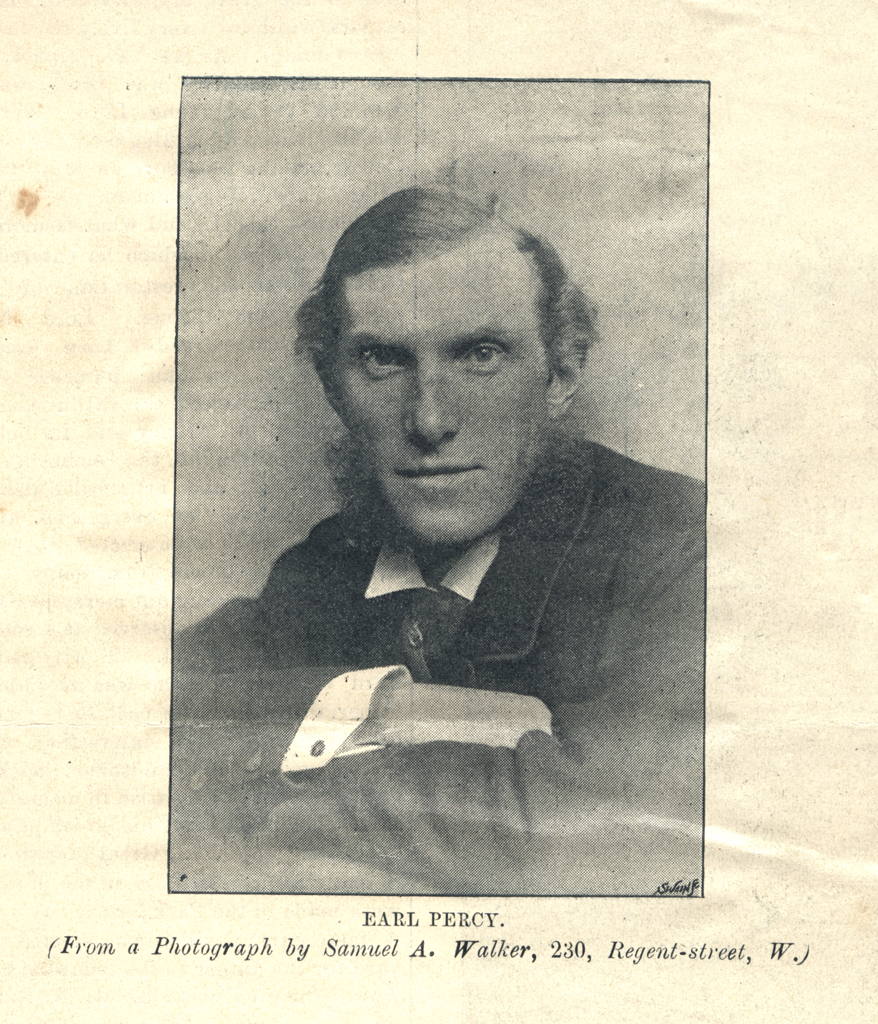
サミュエル・アレグザンダー・ウォーカーによる肖像写真、1870年ごろ。

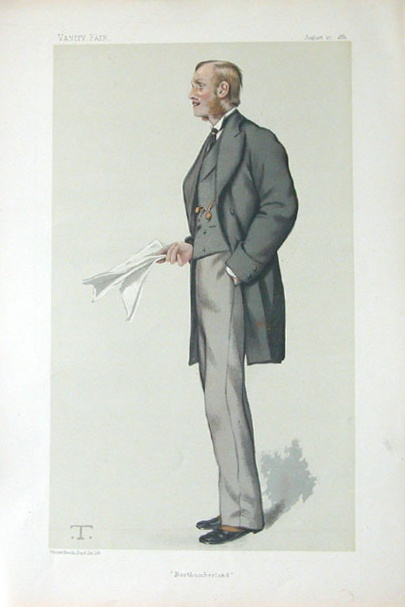
『バニティ・フェア』1881年8月27日号におけるカリカチュア、テオバルド・シャルトラン画。

第7代ノーサンバーランド公爵ヘンリー・ジョージ・パーシー（Henry George Percy, 7th Duke of Northumberland KG PC FRS、1846年5月29日 – 1918年5月14日）は、イギリスの貴族、保守党の政治家。政治家としては庶民院議員、第2次ディズレーリ内閣の王室会計長官を務め、保守党協会全国同盟会長を歴任した。1910年から1912年まで王立協会副会長、1913年から1918年までダラム大学総長を務めた。

## 生涯
第6代ノーサンバーランド公爵アルジャーノン・パーシーと妻ルイーザ（銀行家ヘンリー・ドラモンドの娘）の息子として、1846年5月29日にメイフェアのチャールズ・ストリートで生まれた。1865年4月21日、オックスフォード大学クライスト・チャーチに入学した。
1868年イギリス総選挙で保守党候補としてノース・ノーサンバーランド選挙区から出馬、無投票で当選した。1874年イギリス総選挙では無投票、1880年イギリス総選挙では2,163票（得票数1位）で再選した。1885年の第3回選挙法改正によりノース・ノーサンバーランド選挙区が廃止され、パーシーは1885年イギリス総選挙をもって議員を退任した。
第2次ディズレーリ内閣において、1874年3月2日に枢密顧問官および王室会計長官に任命され、後者を1875年12月まで務めた。1882年、保守党協会全国同盟会長を務めた。
1887年7月23日、繰上勅書により父の存命中にロヴェイン男爵位を継承して、貴族院議員になった。
1899年1月2日に父が死去すると、ノーサンバーランド公爵位を継承した。同年5月22日にガーター勲章を授与された。1911年のジョージ5世と王妃メアリーの戴冠式で大家令を務め、聖エドワード王冠を持つ役割を果たした。
地方政治では1904年12月13日にノーサンバーランド統監に任命され、1918年に死去するまで務めた。1909年6月、ミドルセックス州議会の長老議員に当選した。1892年に民兵隊におけるヴィクトリアのエー＝ド＝カン（副官）に任命され、以降エドワード7世、ジョージ5世の即位後にも再任された。
1900年に大英博物館理事に就任した。1900年11月22日に王立協会フェローに選出され、1910年から1912年まで王立協会副会長を務めた。1913年5月3日にダラム大学総長に就任、1918年まで務めた。
1918年5月14日にアニック・カースルで病死、四男アラン・イアンが爵位を継承した。

## 家族
1868年12月28日、イーディス・キャンベル（Edith Campbell、1849年11月7日 – 1913年7月6日、第8代アーガイル公爵ジョージ・キャンベルの娘）と結婚、7男6女をもうけた。
- ルイーザ・エリザベス（1869年11月7日 – 1893年11月29日） - 生涯未婚[16]
- イーディス・イリナ（1869年11月7日 – 1937年4月2日） - 生涯未婚[17]
- ヘンリー・アルジャーノン・ジョージ（英語版）（1871年1月21日 – 1909年12月30日） - 政治家、生涯未婚[1]
- ジョスリン（1872年1月26日 – 1898年1月31日） - 生涯未婚[1]
- マーガレット（1873年8月30日 – 1934年1月29日） - 生涯未婚[17]
- ヴィクトリア・アレクサンドリナ（1875年2月12日 – 1958年1月18日） - 生涯未婚[17]
- ラルフ・ウィリアム（1877年3月9日 – 1889年3月28日[1]）
- メアリー（1878年8月30日 – 1965年3月18日） - 1909年10月20日、エイマー・エドワード・マクスウェル（Aymer Edward Maxwell、1914年10月8日没、第7代準男爵サー・ハーバート・マクスウェル（英語版）の息子）と結婚、子供あり[16][17]
- アラン・イアン（英語版）（1880年4月17日 – 1930年8月23日） - 第8代ノーサンバーランド公爵[1]
- ウィリアム・リチャード（英語版）（1882年5月17日 – 1963年2月8日） - 法廷弁護士、陸軍軍人、鳥類学者[18]。1922年7月25日、メアリー・キャンベル・スウィントン（Mary Campbell Swinton、1984年6月25日没、ジョージ・キャンベル・スウィントン（英語版）の娘）と結婚、子供あり[17][19]
- ジェームズ（1885年1月6日 – 1903年5月20日） - 生涯未婚[16]
- ユースタス・サザーランド・キャンベル（英語版）（1887年3月21日 – 1958年4月3日） - 初代ニューカッスルのパーシー男爵[20]
- ミュリエル・エヴリン・ノーラ（1890年7月14日 – 1956年11月23日） - 生涯未婚[17]